# ماركوس بيل (لاعب كرة قدم أمريكية)
ماركوس بيل (بالإنجليزية: Marcus Bell)‏ هو لاعب كرة قدم أمريكية أمريكي، ولد في 19 يوليو 1977 في سانت جونز في الولايات المتحدة.

## وصلات خارجية
- ماركوس بيل على موقع إي إس بي إن.كوم (أن.أف.أل)3
- ماركوس بيل على موقع مرجع كرة القدم المحترفة.كوم (الإنجليزية)